# (31343) 1998 NT
(31343) 1998 NT est un objet de la ceinture principale d'astéroïdes intérieure découvert en 1998.

## Description
(31343) 1998 NT a été découvert le 12 juillet 1998 à Burlington, New Jersey (États-Unis), par Terry Handley.

### Caractéristiques orbitales
L'orbite de cet astéroïde est caractérisée par un demi-grand axe de 1,93 ua, un périhélie de 1,88 ua, une excentricité de 0,03 et une inclinaison de 28,91° par rapport à l'écliptique. Du fait de ces caractéristiques, à savoir un demi-grand axe inférieur à 2 ua et un périhélie supérieur à 1,666 ua, il est classé, selon la JPL Small-Body Database, objet de la ceinture principale d'astéroïdes intérieure.

### Caractéristiques physiques
(31343) 1998 NT a une magnitude absolue (H) de 15,4 et un albédo estimé à 0,065.